# Franc Jakopin
Franc Jakopin [fránc jakopín], slovenski jezikoslovec, slavist, slovaropisec in imenoslovec, * 29. september 1921, Dramlje pri Celju, † 18. junij 2002, Ljubljana.

## Življenje in delo
Franc je bil najmlajši od dvanajstih otrok in je izhajal iz kmečke družine. Osnovno šolo je končal v Dramljah. Bil je dijak celjske in brežiške gimnazije. Med 2. svetovno vojno so ga prisilno mobilizirali v nemško vojsko.
Leta 1949 je diplomiral iz slavistike na Filozofski fakulteti Univerze v Ljubljani in postal asistent na Oddelku za slavistiko. Podiplomski študij je nadaljeval na več univerzah v tujini in še posebej v Sovjetski zvezi. Leta 1978 je doktoriral z disertacijo o slovenski antroponomiji z naslovom Poglavja iz slovenske antroponimije.
Več let je bil profesor ruščine, beloruščine in ukrajinščine. Ruščino je predaval od leta 1960. Leta 1989 je postal redni član SAZU. Med letoma 1983 in 1989 je bil peti upravnik Inštituta za slovenski jezik Frana Ramovša ZRC SAZU.
Veljal je za našega največjega strokovnjaka na področju rusistike in jezikoslovja vzhodnoslovanskih jezikov.
Med drugim je bil imenovan za zaslužnega člana Slovenske matice.
Njegov najstarejši brat Žak Feliksovič Jakobin (Jakob Jakopin - Japec, 1897–1993), agronom, je večji del svojega življenja preživel v Rusiji kot izumitelj agrotehničnih strojev. Jakopin je imel tri sinove: Primož je računalniški jezikoslovec, programer in jamar, Japec je oblikovalec plovil, Jernej pa pomorski arhitekt.

## Izbrana bibiliografija
- ——— (1964), Sodobni ruski prozni teksti : 1910-1956 : z jezikovnim komentarjem, Ljubljana: Filozofska fakulteta, Univerza v Ljubljani, COBISS 4839725
- ——— (1965), Rusko-slovenski šolski slovar, Ljubljana: Mladinska knjiga, COBISS 3790337
- ——— (1968), Slovnica ruskega knjižnega jezika, Ljubljana: Državna založba Slovenije, COBISS 5872897
- ——— (1978). Poglavja iz slovenske antroponomije (doktorska disertacija). Oddelek za slovanske jezike in književnosti, Filozofska fakulteta, Univerza v Ljubljani. COBISS 30126434.
- ———; Korošec, Tomo; Logar, Tine; Rigler, Jakob; Savnik, Roman; Suhadolnik, Stane; Hladnik, Miran (1985), Slovenska krajevna imena, Ljubljana: Cankarjeva založba, COBISS 15599105